# Oberhof (Penzberg)
Oberhof ist ein Stadtteil der oberbayerischen Kleinstadt Penzberg im Landkreis Weilheim-Schongau. Die Einöde liegt circa vier Kilometer nördlich vom Penzberger Stadtkern östlich von Zist und westlich von Nantesbuch. Etwa 500 Meter weiter nördlich befindet sich der Weiler Promberg.

## Geschichte
Oberhof wird erstmals 1487 als „Oberhoffen“ erwähnt. Die dortigen Höfe – ein ganzer Hof und eine Hube – sind relativ späte Gründungen durch das Kloster Benediktbeuern. Im 18. Jahrhundert wurde der ganze Hof zu einer Hube herabgestuft.
Bis 1925 wurde Oberhof in den amtlichen Ortsverzeichnissen als Weiler klassifiziert, seit 1950 nurmehr als Einöde.
Oberhof gehört zur katholischen Pfarrei St. Vitus Iffeldorf.
| Jahr | Einwohner | Gebäude (ab 1885 nur Wohngebäude) |
| ---- | --------- | --------------------------------- |
| 1818 | 16        | 2                                 |
| 1825 | 12        | 2                                 |
| 1861 | 18        | 5                                 |
| 1871 | 18        | 9                                 |
| 1885 | 24        | 2                                 |
| 1900 | 26        | 3                                 |
| 1925 | 18        | 2                                 |
| 1950 | 22        | 2                                 |
| 1961 | 18        | 2                                 |
| 1966 | 13        |                                   |
| 1970 | 11        |                                   |
| 1987 | 10        | 2                                 |

## Persönlichkeiten
Josef Bauer, der Bewirtschafter des Oberhofer Kinihofs, war von 1854 bis 1861 Bürgermeister der Gemeinde Sankt Johannisrain (1911 umbenannt in Penzberg).